# Azizia
Azizia (em árabe: العزيزية‎; romaniz.: al-ʿAzīziyyah, al-ʻAzīzīyah, al-ʿazīzīya) ou el-Azizia é uma pequena cidade e capital do distrito de Jafara, no noroeste da Líbia, a 41 quilômetros a sudoeste de Trípoli. De 1918-1922, foi a capital da República da Tripolitânia.  Entre 1983 e 1987, foi capital do distrito homônimo.
Em 15 de setembro de 1922, foi registrado uma incomum temperatura de 58 °C (135,9 °F), que por muito tempo foi encarada como a mais alta leitura térmica do globo. O erro foi reconhecido em 2012 pela Organização Mundial de Meteorologia, depois de uma equipe internacional de cientistas ter apontado cinco defeitos nos registos líbios. Dessa maneira, o recorde foi passado à pousada estadunidense Rancho Terra Verde (Greenland) no Vale da Morte, na Califórnia, onde foi registada a temperatura de 56,7°C em 10 de julho de 1913, mas este valor também é apontado como errado (ver temperatura mais alta registada na Terra).